# 市道182号 (台湾)
市道182号（しどう182ごう）は、台南市中西区から高雄市内門区七星洋を結ぶ、全長34.006kmの台湾の市道である。台19甲線と重複区間がある。

## 通過する自治体
- 台南市
  - 中西区
  - 東区
  - 仁徳区
  - 帰仁区
  - 関廟区
  - 龍崎区
- 高雄市
  - 内門区

## 接続する道路
- 台17線
- 台17甲線
- 台1線
- 国道1号（インターチェンジ）
- 台39線
- 市道177号
- 台86線（インターチェンジ）
- 台19甲線
- 台3線

## 施設
- 建興国民中学校
- 台南インターチェンジ
- 帰仁インターチェンジ
- 関廟国民中学校

## 歴史
もともとは台湾府城から関帝廟荘（現在の関廟区）を結ぶ古道に由来する道路で、当初は県道182号の名で、台南から内門区中埔を結ぶ道路だった。2013年に市道182号線に改名され、区間も台南～七星洋に改められた。